# Прокопий
Проко́пий (др.-греч. Προκόπιος, от προκοπή «преуспевание, успех»; русская форма также Проко́фий, разг. Проко́п) — мужское имя греческого происхождения.

## Известные носители

### Святые
- Прокопий Кесарийский (великомученик) — общехристианский святой, казнён в 303 году
- Прокопий Чтец — святой мученик, обезглавлен в 303 году
- Епископ Прокопий, принявший мученическую смерть в 902 после взятия арабами Таормины, вместе со всеми мужчинами города (все были обезглавлены).
- Прокопий Сазавский (ок. 970—1053) — чешский святой, преподобный, пустынник, основатель Сазавской обители
- Прокопий Устюжский (умер в 1303) — святой, блаженный, юродивый, бывший любекский ганзейский купец, прусс, перешедший из католичества в православие
- Прокопий Вятский (1578—1627) — святой юродивый
- Прокопий Устьянский — святой Русской православной церкви, почитается в лике праведных.
- Прокопий (Титов) (1877—1937) — священномученик, архиепископ Одесский и Херсонский

### Церковные деятели
- Прокопий Газский (ок. 475 — ок. 528) — христианский ритор, богослов и экзегет, глава Газской школы риторики
- Прокопий Кесарийский (между 490 и 507 — после 565) — византийский историограф

### Прочие
- Прокопий Узурпатор — император-узурпатор в Константинополе в 365—366 годах
- Прокопий Антемий — римский император, правивший в 467—472 годах
- Прокоп Голый (около 1380—1434) — радикальный гуситский вождь, политик и военачальник

## Именины
- Православие(даты даны по новому стилю):
  - 3 января
  - 12 марта
  - 20 апреля
  - 8 июля
  - 21 июля
  - 29 сентября
  - 14 ноября
  - 5 декабря
  - 7 декабря